# 당나귀난초아족
당나귀난초아족(唐--蘭草亞族, 학명: Diuridinae 디우리디나이[*])은 당나귀난초족의 아족이다.

## 하위 분류
- 당나귀난초속(Diuris Sm.)
- Orthoceras R.Br.